# Митьки (зупинний пункт)
Митьки (біл. Міцькі)  — пасажирський залізничний зупинний пункт Берестейського відділення Білоруської залізниці в Берестейському районі Берестейської області на однолінії Берестя-Південний — Влодава між станціями Берестя-Південний (2,3 км) та Бернади (1 км). Розташований на південь від міста Берестя.

## Історія
Раніше зупинний пункт мав назву Бернади, назва якого походить від колишнього однойменного села, що розташовувалась поруч. Таку назву нині має наступна залізнична станція після зупинного пункту. Незабаром село було приєднано до міста Берестя, проте залишилося село Митьки на честь якого отримав назву зупинний пункт. Село Митьки також увійшло до складу міста і нині не існує.

## Пасажирське сполучення

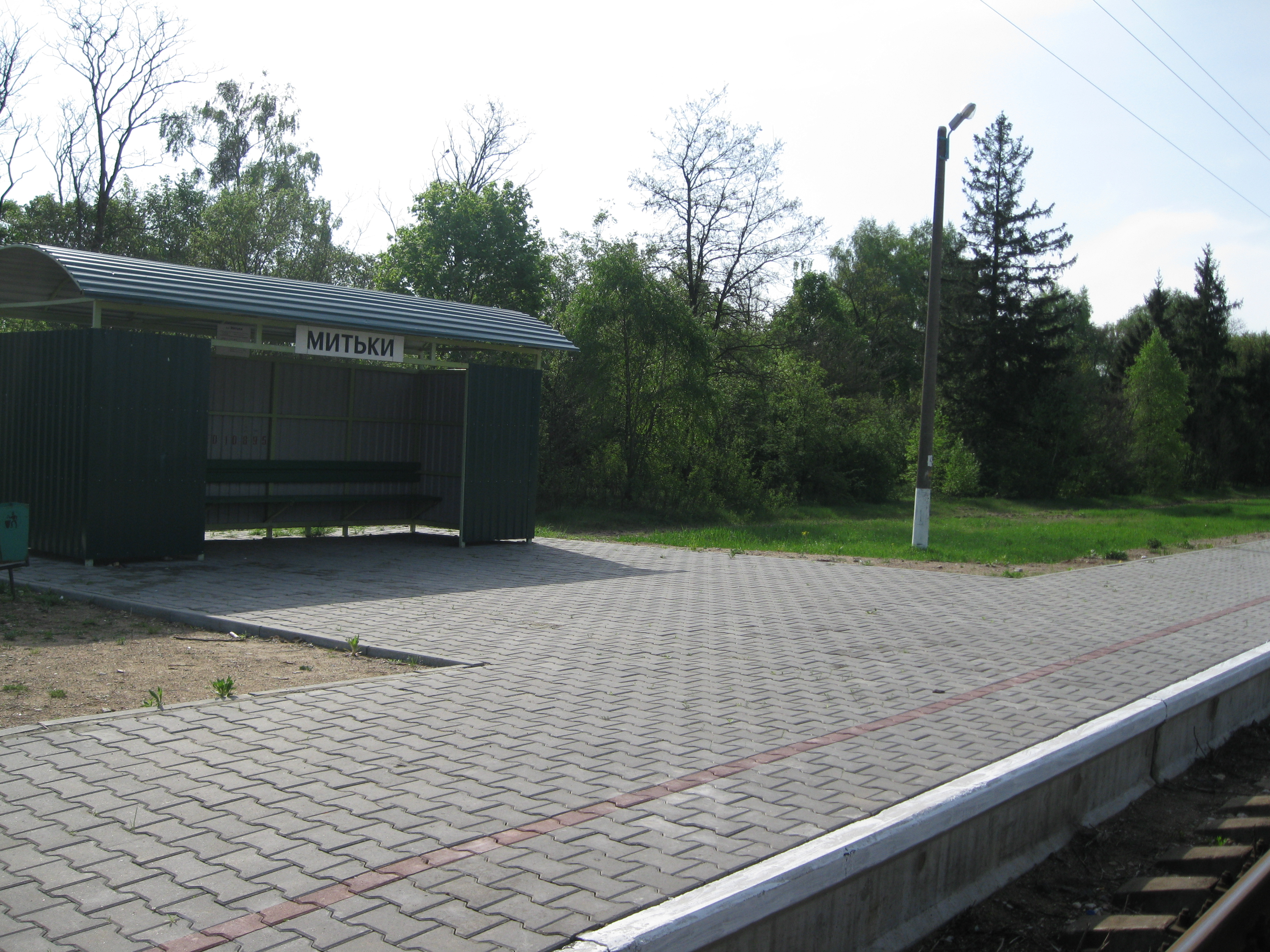
Зупинний пункт Митьки

На зупинному пункті Митьки зупиняються регіональні поїзди економ-класу сполученням Берестя-Центральний — Влодава.